# Maladie de Refsum
La maladie de Refsum, aussi appelée la maladie classique de Refsum, fait partie du groupe des leucodystrophies et se caractérise sur le plan biochimique par une accumulation d’acide phytanique dans l'organisme. La prévalence de la maladie est de 1 cas pour 1 000 000 ; les deux sexes sont atteints.  Elle doit être distinguée du syndrome de Zellweger, forme infantile de la maladie de Refsum.

## Signes cliniques
Les signes de la maladie commencent à apparaître entre 7 mois et 50 ans.
L'un des signes cliniques constamment retrouvés est une diminution ou une perte de l'odorat ou anosmie. À cette anosmie s'ajoute progressivement une rétinite pigmentaire, une neuropathie, une surdité et une ichtyose. La polyneuropathie de la maladie de Refsum est de type sensitivo-motrice asymétrique et se distingue par le caractère chronique et progressif en absence de traitement. Cette polyneuropathie n’est pas toujours évidente lorsque le diagnostic de maladie de Refsum est posé, en raison de son évolution par poussées et rémissions. Elle peut provoquer à long terme une atrophie musculaire et un déficit moteur non seulement des membres inférieurs mais aussi du tronc. L’ataxie cérébelleuse est généralement considérée comme un des symptômes cliniques majeurs de la maladie de Refsum, en dépit d’une manifestation clinique plus tardive que celles de la rétinite pigmentaire et de la polyneuropathie. Les patients atteints d’ataxie cérébelleuse rencontrent les problèmes d'équilibre à la marche. Une arythmie cardiaque et une cardiomyopathie sont souvent la cause de décès des patients.

## Physiopathologie
La maladie de Refsum est un trouble du métabolisme des lipides se représentant par une accumulation d’acide phytanique (acide 3,7,11,15-tetramethylhexadécanoïque) dans le plasma sanguin et les tissus.
Une des causes de cette maladie est un déficit en α-oxydation qui permet de contourner le blocage de la β-oxydation par les acides gras ramifiés (acide phytanique)
Les mutations du gène PHYH sont responsables de la majorité des maladies de Refsum.

## Diagnostic
Le diagnostic repose sur la mesure de la concentration d'acide phytanique dans le sang, qui est, en cas de maladie, supérieure à 200 micromoles par litre, bien que ce signe soit aussi retrouvé dans le syndrome de Zellweger (forme infantile de la maladie de Refsum). Le diagnostic doit par la suite être confirmé par le séquençage de l'ADN avec la mise en évidence du gène codant la phytanoyl-CoA hydroxylase, qui doit comporter deux mutations : une par chromosome hérité des parents. Les mutations génétiques sont retrouvées dans plus de 90 % des cas.

## Traitement
Il n'existe pas de traitement curatif actuellement. La prise en charge repose sur la prévention et le traitement symptomatique. Un grand rôle est accordé aux restrictions alimentaires et la limitation maximale d'absorption d’acide phytanique, dont les sources principales sont les produits laitiers, la viande rouge et le poisson,. Le maintien d'apport calorique régulier et suffisant est important pour éviter le catabolisme entrainant une lipolyse, qui conduirait à la mobilisation d’acide phytanique stocké dans le tissu adipeux ou le foie. Comme précaution supplémentaire, une alimentation parentérale lors d’une intervention chirurgicale. Les symptômes neurologiques réagissent en général très bien à une forte réduction des taux plasmatiques d’acide phytanique. La rétinite pigmentaire, la perte d’odorat et la surdité, par contre, ne semblent pas être réversibles. Un suivi par un cardiologue est recommandé afin d’éviter les complications d’une cardiomyopathie, telles que les troubles du rythme ou l’insuffisance cardiaque. Un traitement symptomatique par crèmes hydratantes peut soulager l’ichtyose.

## Sources
- (en) Ronald JA Wanders, Hans R Waterham, Bart P Leroy, Refsum Disease In GeneTests: Medical Genetics Information Resource (database online). Copyright, University of Washington, Seattle. 1993-2005 .